# Allotruxalis gracilis
Allotruxalis gracilis är en insektsart som först beskrevs av Giglio-tos 1897.  Allotruxalis gracilis ingår i släktet Allotruxalis och familjen gräshoppor. Inga underarter finns listade i Catalogue of Life.